# Torralba
Torralba település Olaszországban, Szardínia régióban, Sassari megyében. Lakosainak száma 888 fő (2023. január 1.). Torralba Bonnanaro, Bonorva, Borutta, Cheremule, Giave és Mores községekkel határos.

## Népesség
A település lakossága az elmúlt években az alábbi módon változott:
| Lakosok száma | 975  | 946  | 888  |
|               | 2017 | 2018 | 2023 |